# Embolemus thaumus
Embolemus thaumus is een vliesvleugelig insect uit de familie van de peerkopwespen (Embolemidae). De wetenschappelijke naam van de soort is voor het eerst geldig gepubliceerd in 1989 door Rasnitsyn & Matveev.